# ASC De Volewijckers in het seizoen 1969/70
Het seizoen 1969/1970 was het 16e jaar in het bestaan van de Amsterdamse betaaldvoetbalclub De Volewijckers. De club kwam uit in de Eerste divisie en eindigde daarin op de 16e plaats, dit betekende dat de club rechtstreeks degradeerde naar de Tweede divisie. Tevens deed de club mee aan het toernooi om de KNVB Beker, hierin werd in de tweede ronde verloren van De Graafschap (0–1).

## Wedstrijdstatistieken

### Eerste divisie
|       | Blauw-Wit | FC Den Bosch '67 | SC Cambuur | D.F.C. | Elinkwijk | Excelsior | Fortuna | Fortuna SC | De Graafschap | Helmond Sport | Heracles | HVC   | RCH   | Veendam | Vitesse | Volendam | Willem II |
| ----- | --------- | ---------------- | ---------- | ------ | --------- | --------- | ------- | ---------- | ------------- | ------------- | -------- | ----- | ----- | ------- | ------- | -------- | --------- |
| Thuis | 0 – 4     | 2 – 2            | 0 – 0      | 1 – 3  | 1 – 1     | 2 – 0     | 1 – 3   | 0 – 2      | 3 – 1         | 2 – 0         | 1 – 0    | 2 – 2 | 1 – 0 | 2 – 2   | 2 – 2   | 0 – 2    | 0 – 1     |
| Uit   | 0 – 0     | 1 – 0            | 0 – 2      | 1 – 1  | 2 – 1     | 1 – 0     | 1 – 3   | 3 – 5      | 4 – 0         | 0 – 1         | 3 – 0    | 1 – 0 | 1 – 2 | 1 – 0   | 2 – 1   | 3 – 1    | 2 – 0     |

### KNVB beker
| 1e ronde                                       | HVC             | 0 – 1 (0 – 0) | De Volewijckers  |
| 19 oktober 1969 Plaats: Amersfoort Birkhoven   |                 |               | 75' Co Meijer    |
| 2e ronde                                       | De Volewijckers | 0 – 1 (0 – 1) | De Graafschap    |
| 1 maart 1970 Plaats: Amsterdam Buiksloterbanne |                 |               | 31' Guus Hiddink |

## Statistieken De Volewijckers 1969/1970

### Eindstand De Volewijckers in de Nederlandse Eerste divisie 1969 / 1970
| Stand | Gespeeld | Gewonnen | Gelijk | Verloren | Punten | Doelpunten voor | Doelpunten tegen |
| ----- | -------- | -------- | ------ | -------- | ------ | --------------- | ---------------- |
| 16e   | 34       | 10       | 8      | 16       | 28     | 37              | 51               |

### Topscorers
| #      | Naam             | Goal |
| ------ | ---------------- | ---- |
| 1.     | Bob de Jongh     | 7    |
| 1.     | Pim Waaijenberg  | 7    |
| 3.     | Co Adriaanse     | 5    |
| 3.     | Dick Fiene       | 5    |
| 5.     | Co Stout         | 3    |
| 5.     | Ben Verweij      | 3    |
| 7.     | Sjabbe Bouman    | 2    |
| 7.     | Cor Peil         | 2    |
| 9.     | Tonny Coster     | 1    |
| 9.     | Arnold van Haren | 1    |
| 9.     | Co Meijer        | 1    |
| Totaal | Totaal           | 37   |

| #      | Naam      | Goal |
| ------ | --------- | ---- |
| 1.     | Co Meijer | 1    |
| Totaal | Totaal    | 1    |

## Voetnoten
Blauw-Wit ·
FC Den Bosch '67 ·
Cambuur ·
D.F.C. ·
Elinkwijk ·
Excelsior ·
Fortuna SC ·
Fortuna ·
De Graafschap ·
Helmond Sport ·
Heracles ·
HVC ·
RCH ·
Veendam ·
Vitesse ·
Volendam ·
De Volewijckers ·
Willem II